# أوسكار هيدالغو
أوسكار هيدالغو (بالإسبانية: Oscar Hidalgo)‏ هو سائق سباق مكسيكي، ولد في 9 أكتوبر 1982.

## وصلات خارجية
- أوسكار هيدالغو على موقع DriverDB.com (الإنجليزية)